# Edith Coates
Edith Mary Coates (Lincoln, 31 maggio 1908 – Worthing, 7 gennaio 1983) è stata un mezzosoprano britannico.

## Biografia
Secondogenita di Percy Coates ed Eleanor Allen, studiò musica al Trinity College of Music, per poi perfezionarsi con Dino Borgioli, Clive Carey e Dawson Freer.
Esordì sulle scene nel 1924 come una delle fate nel seguito di Titania in Sogno di una notte di mezza estate con la compagnia di Lilian Baylis all'Old Vic. Parallelamente alla compagnia di prosa, Baylis gestiva anche una compagnia operistica, con cui Coates cominciò a cantare nel coro e in ruoli minori, a partire da Giovanna in Rigoletto. Negli anni seguenti ampliò il proprio repertorio con i ruoli di Lazarillo in Maritana, Frédéric in Mignon, Siébele in Faust, Azucena ne Il trovatore, la regina delle zingare ne La zingara. Quando la compagnia si trasferì dall'Old Vic al Sadler's Wells, Coates ne divenne il mezzosoprano principale. Nei primi anni trenta ampliò ulteriormente il proprio repertorio, cantando come Ortrud nel Lohengrin, Marcellina ne Le nozze di Figaro, Dalila in Samson et Dalila, Amneris in Aida, Ulrica in Un ballo in maschera, Maddalena in Rigoletto, Lal' in Sneguročka e l'eponima protagonista in Carmen.
Nel 1936 esordì al Covent Garden, rimpiazzando all'ultimo momento una cantante malata nel ruolo della madre in Hänsel und Gretel; dato che conosceva la parte solo in inglese (la lingua in cui cantava nell'opera al Sadler's Wells), Coates cantò la parte nella sua madrelingua, mentre il resto del cast cantava in tedesco. L'anno successivo tornò al Covent Garden nel Ring wagneriano, condotto da Wilhelm Furtwängler. Nel 1938 fu la principessa di Eboli nel primo allestimento del Don Carlo in lingua inglese.
Con la chiusura dei teatri londinesi durante la seconda guerra mondiale, Coates cominciò a cantare in teatri minori in giro per il Regno Unito, cantando ruoli come Flora ne La traviata ed esibendosi in opere quali Il flauto magico, Gianni Schicchi, Il barbiere di Siviglia, Il tabarro e Madama Butterfly. Nel 1945, con la riapertura dei teatri, originò il ruolo della zia nel Peter Grimes di Benjamin Britten, un ruolo che avrebbe successivamente cantato anche all'Opéra di Parigi. Con la fondazione di una compagnia operistica permanente al Covent Garden, Coates divenne un'interprete fissa alla Royal Opera House a partire proprio dalla rappresentazione di apertura del 14 gennaio 1947, cantando come Carmen nell'opera di Bizet. 
Tra gli anni quaranta e cinquanta continuò ad espandere il proprio repertorio, cantando al Covent Garden come Fricka ne L'oro del Reno e La valchiria, Waltraute ne Il crepuscolo degli dei, Erodiade in Salomè, Clitemnestra nell'Elettra e la Contessa ne La dama di picche. Cantò anche nelle prime di Gloriana (1953, nel ruolo della donna di casa) e The Midsummer Marriage (1955, nel ruolo dell'Antica). Nel 1959 cantò nella prima britannica dell'operetta Candide, accanto a Mary Costa. Nel 1967 diede il suo addio al Covent Garden cantando come la Duchessa ne La figlia del reggimento con Joan Sutherland e Luciano Pavarotti. Diede il suo addio alle scene con la Welsh National Opera nel 1971, nel ruolo dell'ostessa nel Boris Godunov.
Sposata con il tenore Powell Lloyd dal 1933, morì all'età di 74 anni nel 1983.